# Ànnivka (Crimea)
|  | Per a altres significats, vegeu «Ànnovka». |

Ànnivka (en ucraïnès: Аннівка, en rus: Анновка, Ànnovka) és un poble de la República Autònoma de Crimea a Ucraïna, que el 2014 tenia 294 habitants, actualment ocupada de la Rússia. Pertany al districte de Bilohirsk.